# 莫照兰
莫照兰（1967年6月—2023年6月28日），广西南宁人，壮族，致公党黨員，中华人民共和国政治人物、第十一届全国人民代表大会山东地区代表。

## 經歷
毕业于青岛海洋大学海洋生物专业，担任中国科学院海洋研究所研究员。2008年起担任全国人大代表。2018年2月24日，当选为第十三届全国人大代表。